# デルタ作用素
数学におけるデルタ作用素（デルタさようそ、英: delta operator）とは、体 {\displaystyle \mathbb {K} } 上のある変数 {\displaystyle x} に関する、多項式のベクトル空間上のシフト同変な線形作用素 {\displaystyle Q\colon \mathbb {K} [x]\longrightarrow \mathbb {K} [x]} で、次数を 1 下げるものである。
ここで {\displaystyle Q} がシフト同変（shift-equivariant）であるとは、{\displaystyle g(x)=f(x+a)} なら
{\displaystyle {(Qg)(x)=(Qf)(x+a)}\,}
が成立することを言う。言い換えると、{\displaystyle f} が {\displaystyle g} のシフトであるなら、{\displaystyle Qf} も {\displaystyle Qg} のシフトであり、シフトベクトル {\displaystyle a} を共通のものとして持つことを言う。
また、作用素 {\displaystyle Q} が次数を 1 下げるとは、次数 {\displaystyle n} の多項式 {\displaystyle f} に対し、{\displaystyle Qf} の次数が {\displaystyle n-1} であるか、または 0（{\displaystyle n=0} の場合）であることを言う。
デルタ作用素はしばしば、{\displaystyle x} についての多項式上のシフト同変な線形変換で、{\displaystyle x} を非ゼロの定数に写すものとして定義される。これは上述の定義よりも弱いように思われるが、シフト同変は十分強い条件なので、上述の定義と同値であることが示される。

## 例
- 前進差分作用素

{\displaystyle (\Delta f)(x)=f(x+1)-f(x)\,}
はデルタ作用素である。
- x に関する微分 D もまた、デルタ作用素である。

- 次の形式

{\displaystyle \sum _{k=1}^{\infty }c_{k}D^{k}}
を取る任意の作用素はデルタ作用素である。ここで Dn(ƒ) = ƒ(n) は n 階微分を表し、{\displaystyle c_{1}\neq 0} である。すべてのデルタ作用素はこの形式で表されることを示すことが出来る。例えば、上述の差分作用素は次のように表される。
{\displaystyle \Delta =e^{D}-1=\sum _{k=1}^{\infty }{\frac {D^{k}}{k!}}.}
- 前進差分作用素と通常の微分積分学の微分を結び付ける、時間スケール微積分学における一般化微分は、デルタ作用素である。

- 計算機科学およびサイバネティクスにおける離散時間デルタ作用素 (δ) とは、一般に次の差分作用素のことを意味する。

{\displaystyle {(\delta f)(x)={{f(x+\Delta t)-f(x)} \over {\Delta t}}},}
これは離散サンプル時間 {\displaystyle \Delta t} に対する通常の微分のオイラー近似である。このデルタの公式は、高速サンプリングにおいて、シフト作用素と比較して多くの数値的な利点を備えるものである。

## 基本多項式
すべてのデルタ作用素 {\displaystyle Q} には、以下の三つの条件を満たす多項式列として定義される基本多項式（basic polynomials）の一意な列が存在する。
- {\displaystyle p_{0}(x)=1;}
- {\displaystyle p_{n}(0)=0;}
- {\displaystyle (Qp_{n})(x)=np_{n-1}(x),\;\forall n\in \mathbb {N} .}

このような基本多項式の列は常に二項型多項式列であり、この他の二項型の列は存在しないことが示される。この初めの二つの条件が満たされない場合、三つ目の条件によって多項式はシェファー列であると言われる。これはより一般的な概念である。